# Geissorhiza leipoldtii
Geissorhiza leipoldtii är en irisväxtart som beskrevs av Robert Crichton Foster. Geissorhiza leipoldtii ingår i släktet Geissorhiza och familjen irisväxter. Inga underarter finns listade i Catalogue of Life.